# Río Willapa
El río Willapa es un río en el condado de Pacific situado en el suroeste del estado de Washington, Estados Unidos.
Fue nombrado así el 1 de noviembre de 1894 y confirmado el 16 de mayo de 1941. El origen del río está aproximadamente a 40 km al oeste de Chehalis en las colinas Willapa. Fluye hacia el noroeste, drenando un área mayormente montañosa al norte del río Columbia, hasta que desemboca, después de haber fluido 32 km, cerca de South Bend en la bahía de Willapa, un gran estuario en la costa del Pacífico.
El río lleva el nombre de Willapa, una tribu india de habla atabasca que pobló el valle del río y la región hasta las cabeceras de los ríos Chehalis y Cowlitz.